# Richard Vanigli
Richard Vanigli, född 1 juni 1971 i Forlì, är en italiensk fotbollstränare och före detta spelare.

## Spelarkarriär
Richard Vanigli föddes i Forlì och inledde karriären i stadens lags ungdomsverksamhet. Som 18-åring snabbades han upp av AC Milan och spelade en säsong i deras primaverlag. Den unge liberon fick dock aldrig chansen i storlaget Milan utan hamnade istället i Varese i dåvarande Serie C2. Där upptäcktes han av Serie B-laget Cosenza. Vanigli stannade tre år i Cosenza och spelade ordinarie i backlinjen. Efter att ha imponerat i Serie B köptes Vanigli av Lecce och tog med dem steget upp i Serie A, där han debuterade 21 september 1997 mot AS Roma. Efter minimalt med speltid flyttade Vanigli tillbaka till Serie B och Castel di Sangro, som dock inte lyckades återupprepa miraklet från säsongen innan utan åkte ur serien i slutet av säsongen.
Sommaren 1998 flyttade Vanigli till Livorno där han kom att stanna i sex år och spela över 200 matcher, inräknat Coppa Italia. Under slutet av Vaniglis första säsong i Livorno köptes klubben av tidigare Genoa-ägaren Aldo Spinelli, vilket innebar en betydligt större satsning. Vanigli blev en instrumentell del av den satsningen och han var lagkapten för klubben när man 2002 vann sin serie och tog sig tillbaka till Serie B för första gången på över 30 år, och även två år senare när klubben för första gången på 55 år kvalificerade sig för Serie A. 
Vanigli fick dock aldrig uppleva Serie A med Livorno, under sommaren 2004 köptes han istället av Empoli och fick med dem uppleva sin andra raka uppflyttning från Serie B. Han spelade därefter tre raka säsonger med Empoli i Serie A, innan han som 37-åring 2008 flyttade till Serie B-nykomlingen Ancona. Efter bara en säsong med Ancona flyttade Vanigli tillbaka till moderklubben Forlì , som omedelbart vann uppflyttning till Serie D.

## Tränarkarriär
Efter spelarkarriären fortsatte Vanigli att arbeta inom fotbollen som tränare. Hans första uppdrag var som assisterande tränare i Forlì, klubben där han avslutat spelarkarriären. Han tog tillfälligt över som huvudtränare säsongen 2014/2015.
Sommaren 2015 fick han uppdraget som assisterande tränare till forne lagkamraten i Livorno, Cristiano Lucarelli, i Tuttocuoio. I klubben fanns även ytterligare en tidigare Livorno-legendar, nämligen sportchefen Igor Protti. Samtliga tre sparkades 26 april 2016

## Meriter
- Mästare i Serie B: 1

2004/2005 Empoli (med efter att Genoa fråntagits titeln).
- Mästare i Serie C1: 1

2001/2002 med Livorno.